# Tommy Westerlund
Tommy Westerlund är en finländsk journalist. Han var chefredaktör för Hufvudstadsbladet 2015–2016.
Tommy Westerlund har arbetat på Hufvudstadsbladet, som regionchef på Yle Västnyland 2003–05 och som chefredaktör på Västra Nyland 2005-2015, Han blev chefredaktör på Hufvudstadsbladet i juni 2015.